# Гость из книжного шкафа
«Гость из книжного шкафа» — фантастический рассказ известного русского советского писателя-фантаста Александра Беляева. Опубликован в 1926 году, входит в цикл «Изобретения профессора Вагнера».

## История
В 1923 году Беляев переехал из Ялты в Москву, где жил в небольшой тёмной и сырой комнатке в Лялином переулке. Именно здесь появились его первые литературные произведения, такие как «Голова профессора Доуэля» или «Белый дикарь». Выдержки из рассказа «Гость из книжного шкафа» были впервые опубликованы в журнале «Всемирный следопыт» (1926, № 9). Полностью произведение  было опубликовано в том же году в сборнике «Голова профессора Доуэля». Он является продолжением рассказа «Человек, который не спит» из цикла «Изобретения профессора Вагнера».

## Сюжет
Профессор Вагнер победил сон и работает над строением атома. Из-за немецкой политической организации «Диктатор» он вынужден бежать на самолёте в СССР, однако его перехватывают и помещают в старинный замок, в котором оборудована лаборатория. В лаборатории создается стеклянный шар, в котором моделируется мир, «маленькая солнечная система».

## Персонажи
- Вагнер — профессор, известный изобретатель
- Карл — немецкий рабочий
- Таубе — член клуба «Диктатор»
- Брауде — охранник Вагнера
- Шмидт — немецкий учёный
- Дидерихс — профессор-историк